# Couvent des Augustins d'Aix-en-Provence
Pour les articles homonymes, voir couvent des Augustins.
Le couvent des Augustins, appelé aussi ancien couvent des Augustins, est un ancien édifice religieux situé aux n°51-53 de la rue Espariat, à Aix-en-Provence, en France, dans le département des Bouches-du-Rhône et la région Provence-Alpes-Côte d'Azur.

## Présentation
Le couvent des Augustins représente pour la ville d'Aix un bâtiment historique (tour de l'horloge et son campanile), mais aussi un quartier qui a donné son nom à la fontaine voisine, sur la place des Augustins. Ce quartier s'étend du cours Mirabeau, au sud, à l'église du Saint-Esprit, au nord.
De l'ancien couvent des Augustins (du XVe siècle), il reste principalement le clocher emblématique et sa chapelle, ainsi que des murs englobés dans les immeubles de constructions ou rénovations plus récentes.
L'entrée de l'église et son narthex, conservés sur la rue Espariat, sont a présent occupés par un magasin (voir photos).

## Historique

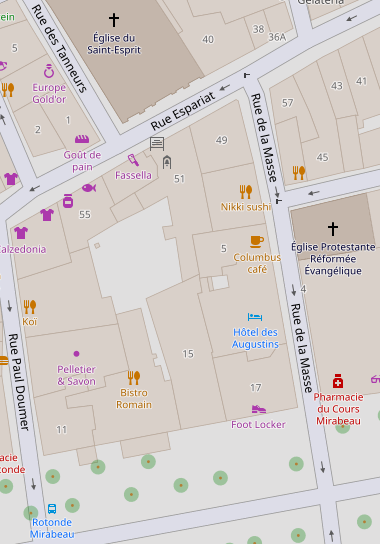
Plan du quartier des Augustins, anciens contours du couvent, autour du cloître central (2019).

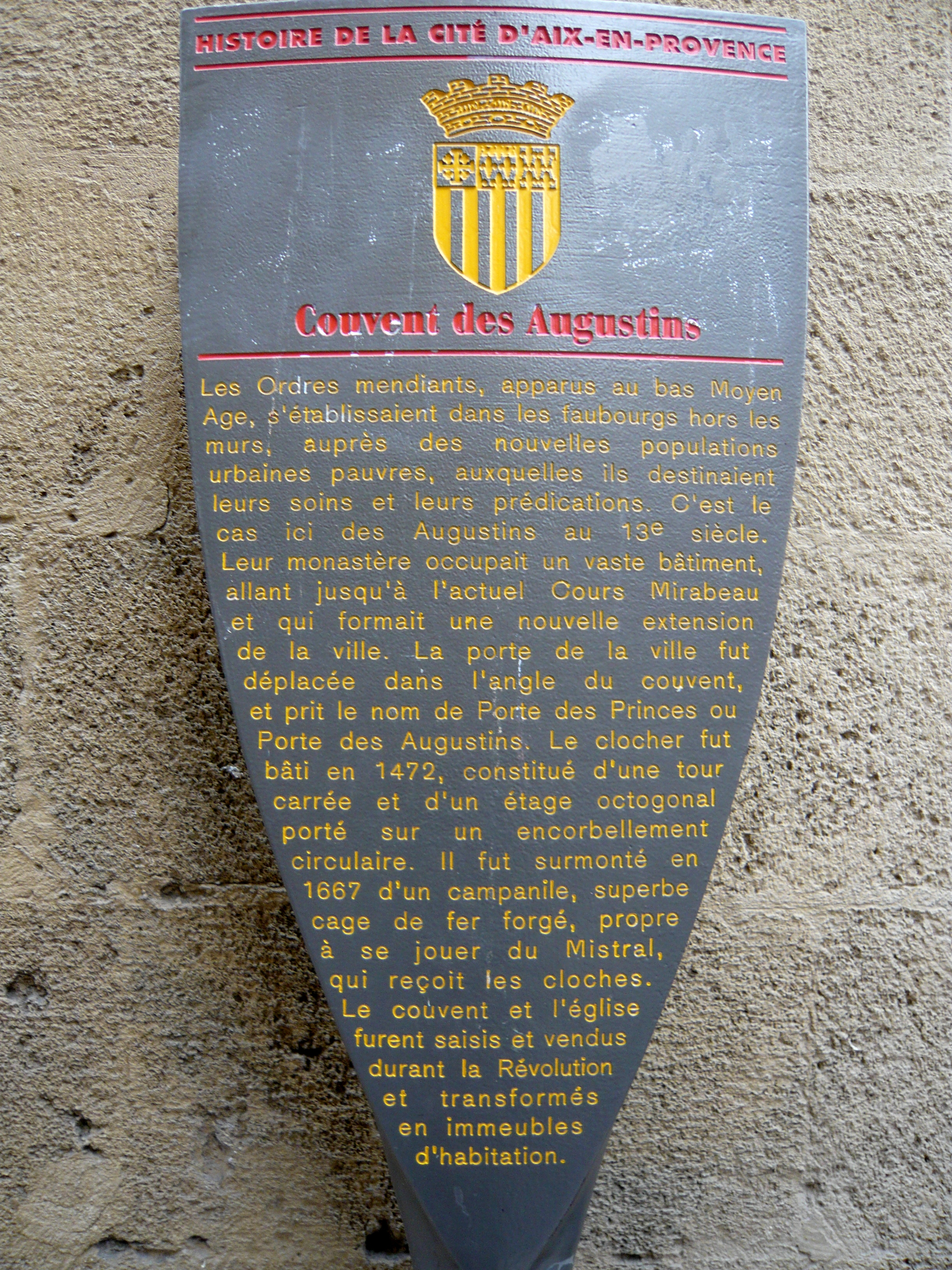
Panneau d'historique du couvent, par la municipalité d'Aix-en-Provence.

L'ordre des ermites de saint Augustin est un des ordres mendiants, apparus au bas Moyen Âge, pour s'établir dans les faubourgs des villes, hors les murs, auprès des nouvelles populations urbaines pauvres. Les Augustins s'occupaient des soins médicaux et de prédications. Cet ordre existe toujours de nos jours.
Le monastère augustin d'Aix fut fondé au XIIIe siècle. Il occupait ici un bâtiment beaucoup plus vaste que ce que l'on peut encore percevoir, allant jusqu’à l’actuel cours Mirabeau et formant en réalité un nouveau quartier de la ville.
Au XIVe siècle, l'église des Augustins accueillait parfois le conseil de la ville. Nicolas de Littera a été syndic de 1353 à 1368.
La porte de la ville fut déplacée dans l’angle du couvent, et prit le nom de « porte des Princes » ou « porte des Augustins ».
Il existait une tour antérieure à celle que nous voyons actuellement. Le clocher actuel fut bâti en 1472, constitué d’une tour carrée et d’un étage octogonal porté sur un encorbellement circulaire. On sait que cette tour fut édifiée grâce aux efforts et à l'argent de Monsieur de Guiran (dont la ville comporte encore un hôtel particulier à son nom). Cependant, s'il a  aidé au  financement cette « nouvelle »  tour, il y a semble-t-il aussi trouvé son compte : M. de Guiran a profité des travaux pour utiliser l'emplacement de la première tour (l'actuelle boulangerie) et s'y faire édifier une chapelle privée.
Luther aurait séjourné dans ce couvent à son retour de Rome vers 1510-1511.
Le clocher fut surmonté en 1667 d’un campanile, cage de fer forgé (afin de ne pas opposer de résistance au mistral) qui reçut alors ses cloches.
Le couvent et l’église furent saisis et vendus sous la Révolution et transformés en immeubles d’habitation, comme on peut le voir de part et d'autre de la tour.
La tour du couvent des Augustins est inscrite au titre des aux monuments historiques par arrêté du 28 décembre 1926, alors que les vestiges de l'ancien couvent (et notamment de la chapelle, du cloître et de l'ancien clocher) sont inscrits par arrêté du 6 juillet 1971.
À présent, la tour et la chapelle sont propriétés publiques (commune d'Aix) ; les bâtiments alentour sont des copropriétés et propriétés privées.

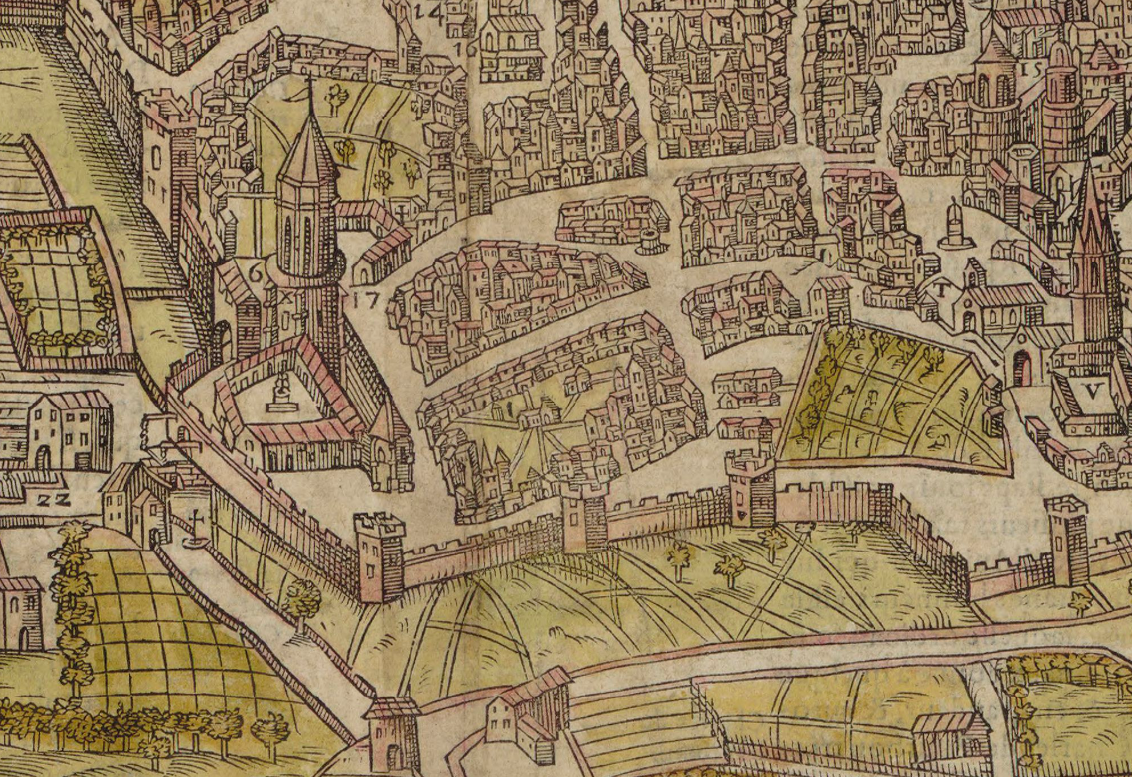
Partie Sud-Ouest de la ville d'Aix-en-Provence en 1575. Le couvent des Augustins, sa tour et son cloître se trouvent à gauche de l'image, abrités derrière les remparts et la porte des Augustins. Pour repère, le futur cours Mirabeau jouxte le couvent et le tracé du mur d'enceinte, au Sud (en bas et à droite) de cette carte.

## Architecture
Fondé au XIIIe siècle, le couvent formait au XVe siècle un quartier entier, autour du cloître central, espace de lumière et de rencontre (au centre-gauche de l'image sur le plan OpenStreetMap ci-après).
L'église (au n°53 de la rue Espariat) accueillait plusieurs chapelles privées, voulues par des familles de notables de la ville (notamment Nicolas de Littera et la famille de Littera). L'église étant actuellement occupée par un magasin, ces chapelles ne sont plus visibles.
Un document du 9 novembre 1472 donne le prix fait (31  florins) des fondations d'une nouvelle tour à construire aux Augustins. Ces fondations seront pleines, massives, sur un carré de 22 empans de côté (26m²). La profondeur des fondations doit avoir 2 cannes (plus de 2  mètres) pour trouver le sol dur. Ce devis fait des fondations est alors assorti d'un coefficient de variation du prix selon la profondeur réellement atteinte pour atteindre le roc. Ce texte prouve donc que l'on n'utilise pas les fondations d'une ancienne tour pour bâtir celle du XVe siècle. Cette tour plus ancienne se trouvait exactement entre l'emplacement de la tour actuelle et la façade de l'église, à l'emplacement de l'immeuble et de la boulangerie (cf. section photos en extérieur).

## Galerie

### Extérieur

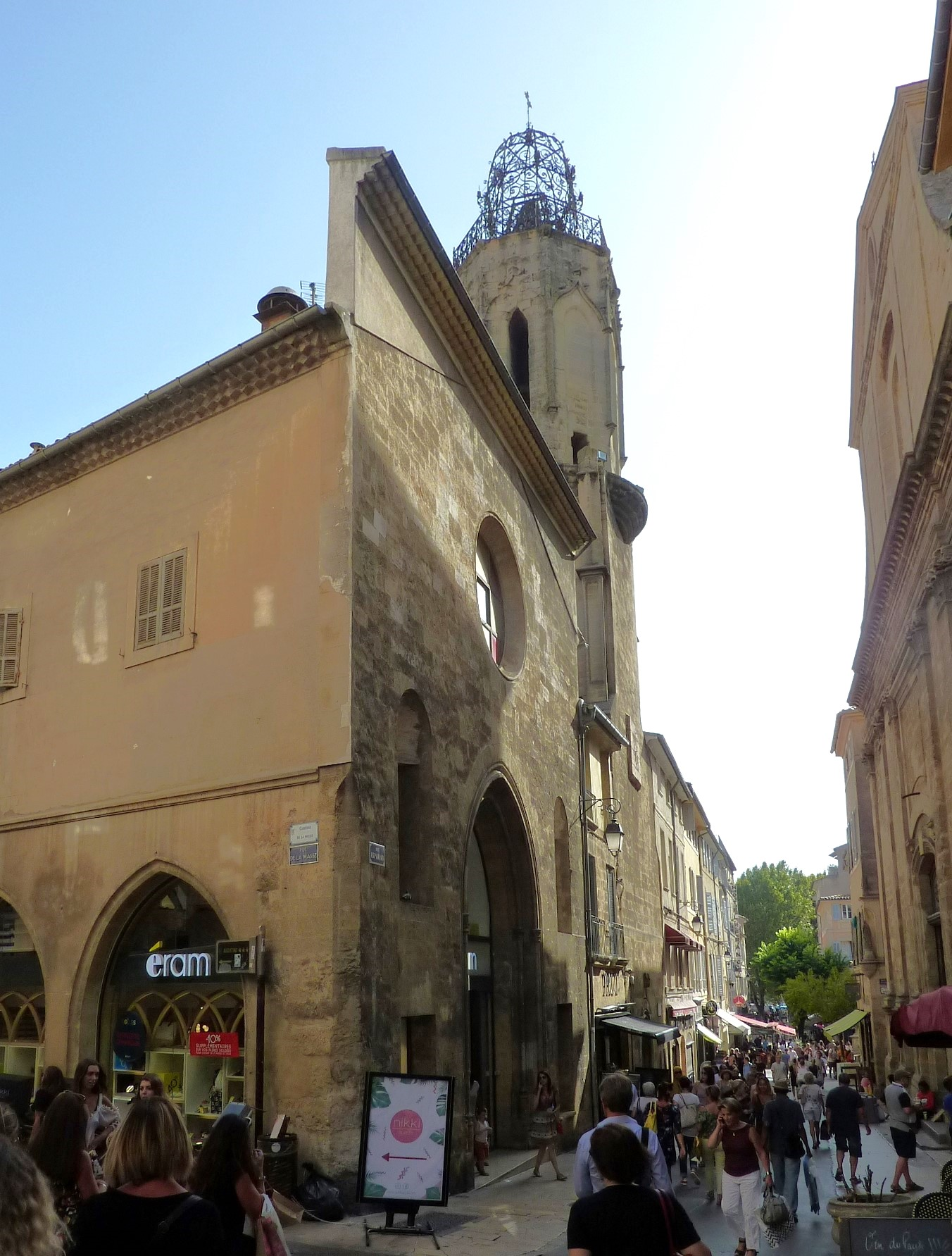
Vue de l'angle Nord-Est du couvent des Augustins (juillet 2019).
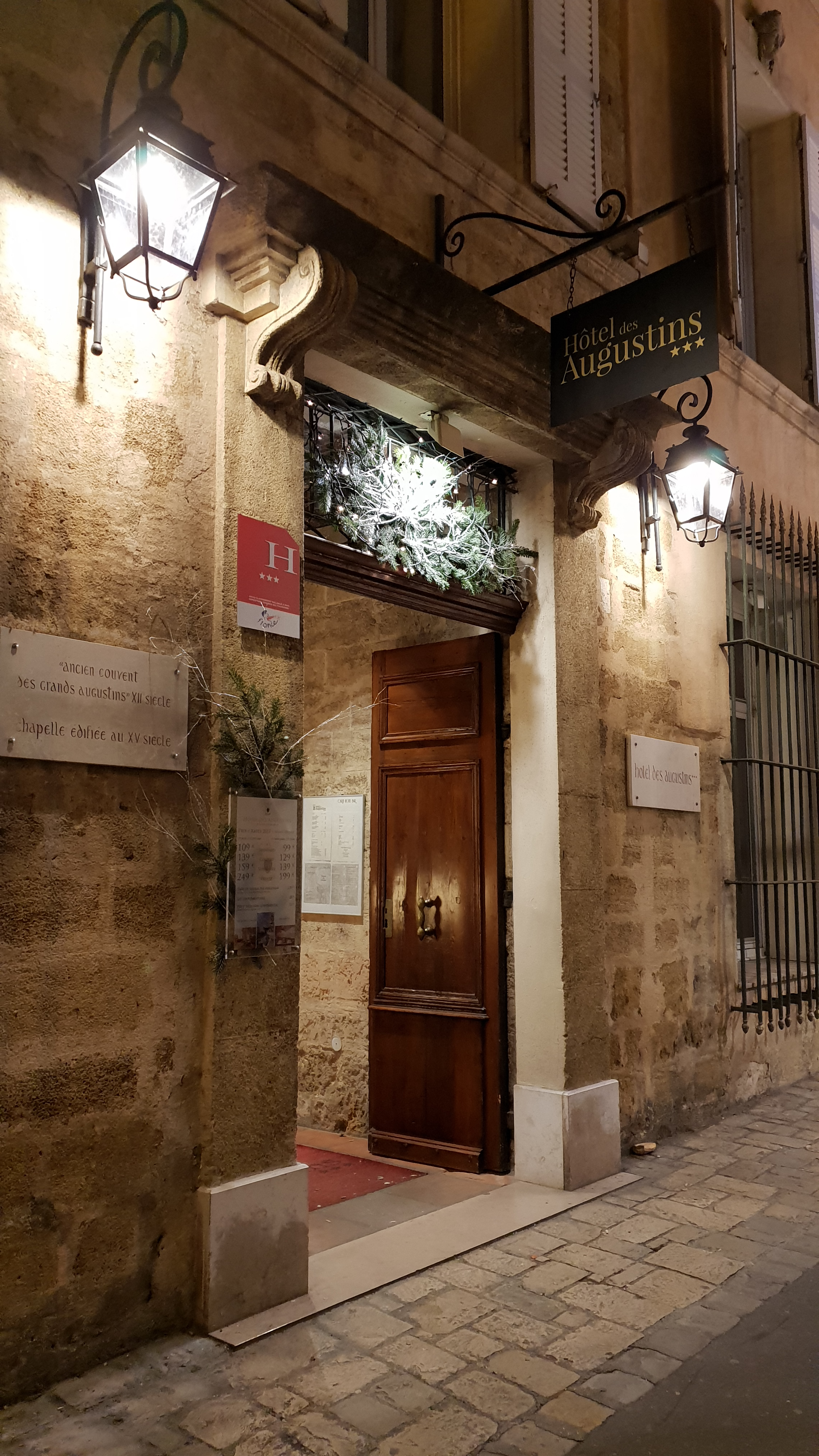
Entrée de l'hôtel des Augustins (décembre 2018).
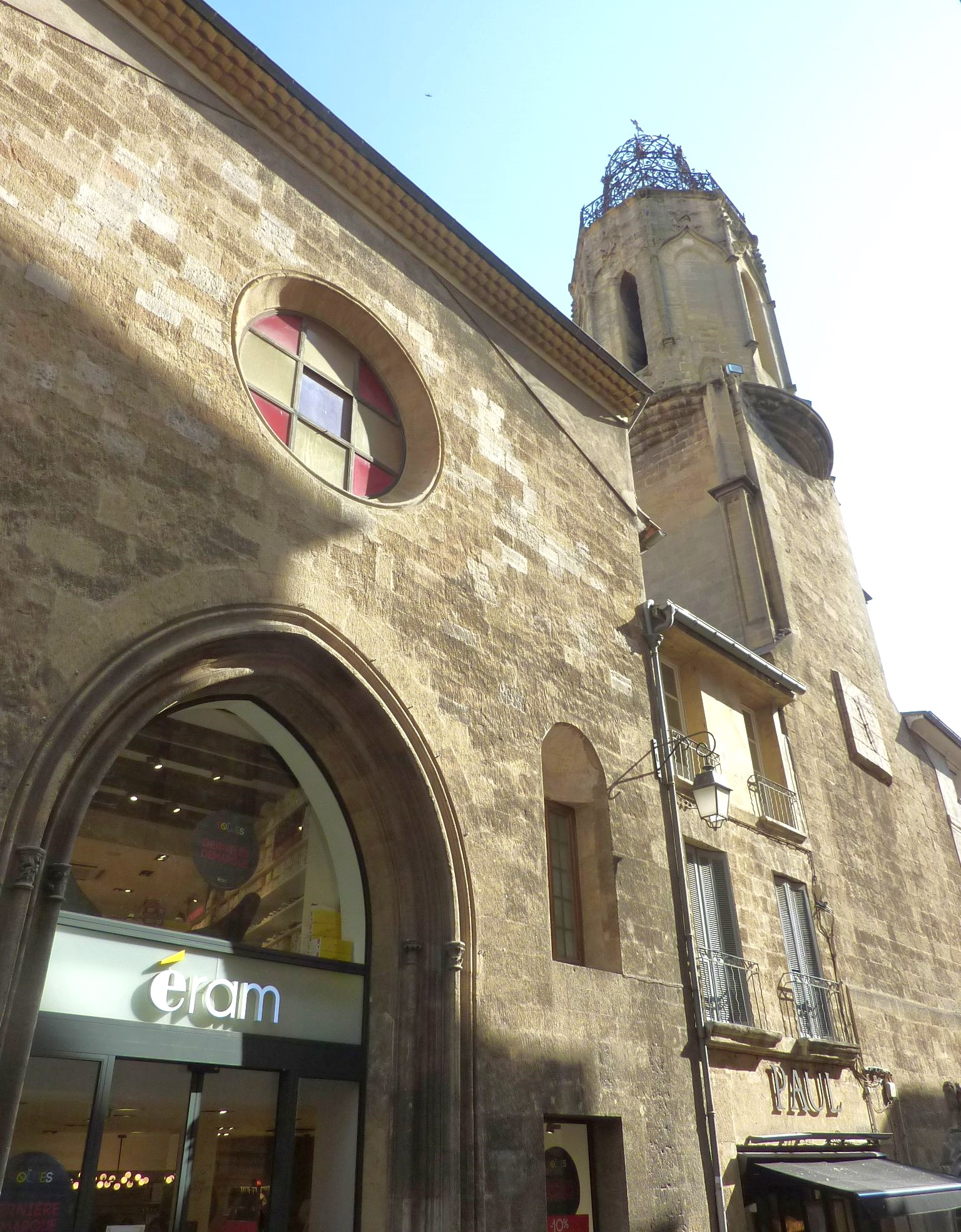
De droite à gauche : tour de la chapelle, immeuble d'habitation (copropriété) et magasin derrière l'ancien portail de l'église du couvent.
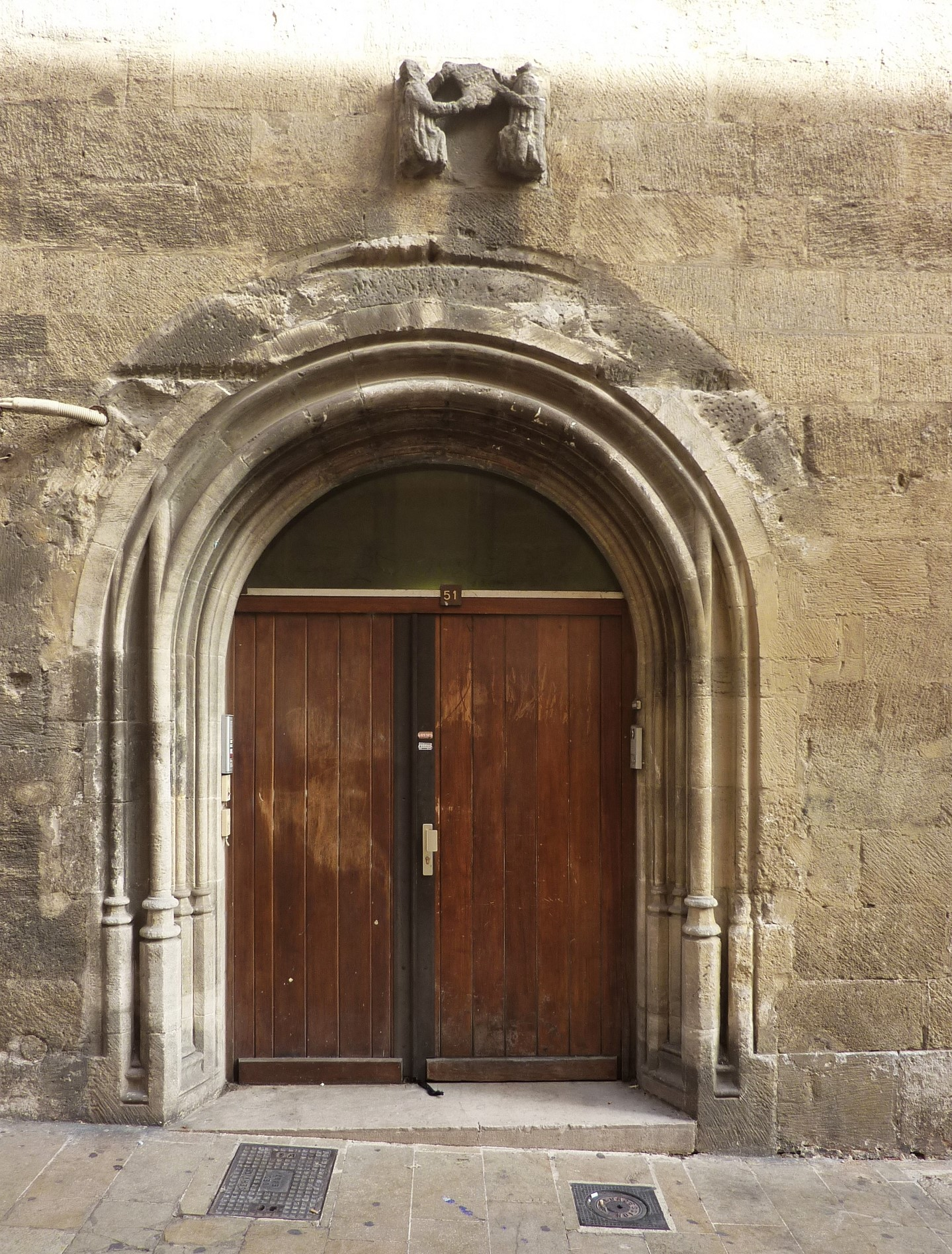
Portail du clocher (chapelle) du couvent (juillet 2017) au 51 rue Espariat.
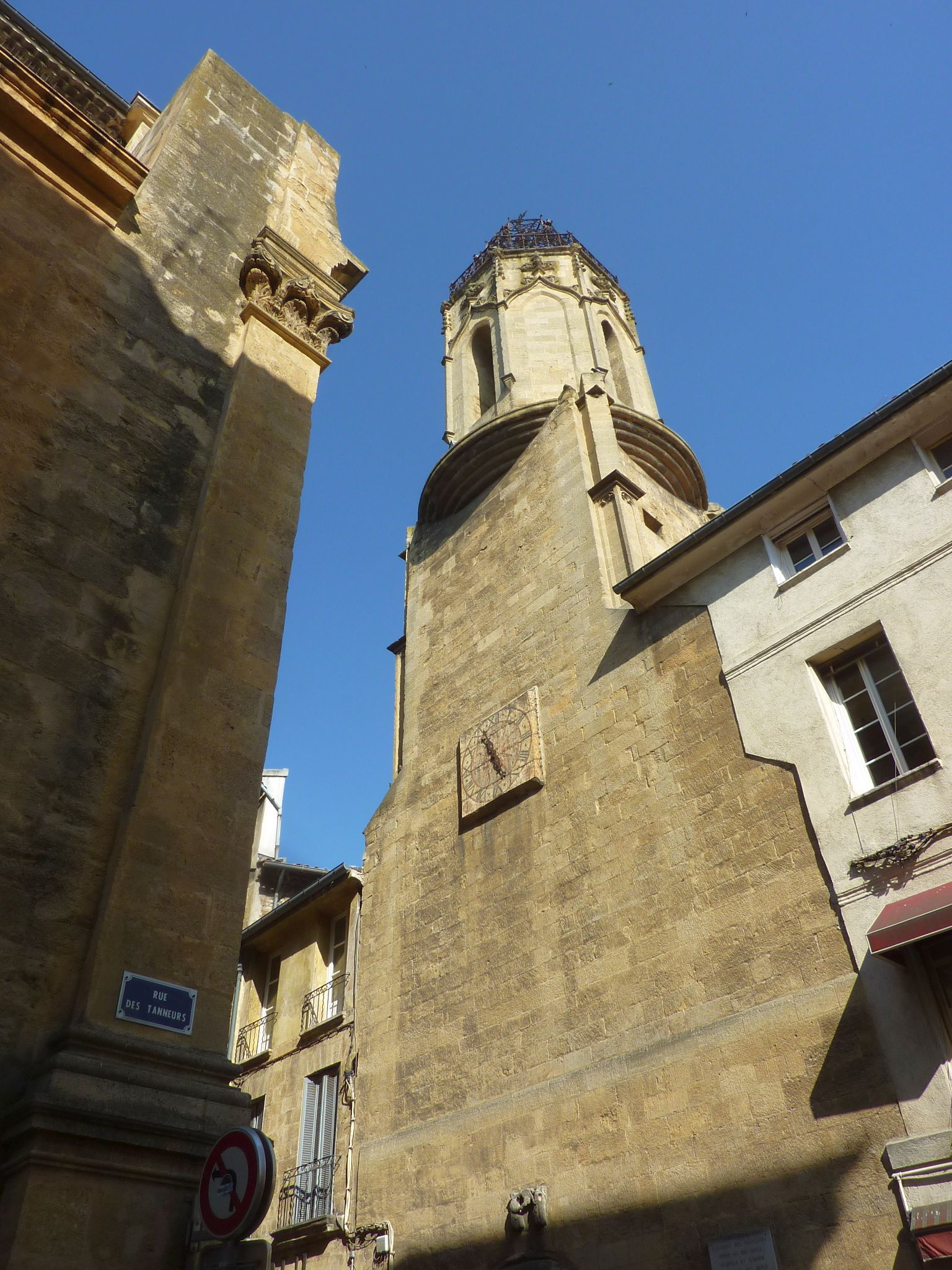
Tour du clocher et horloge (juillet 2017).
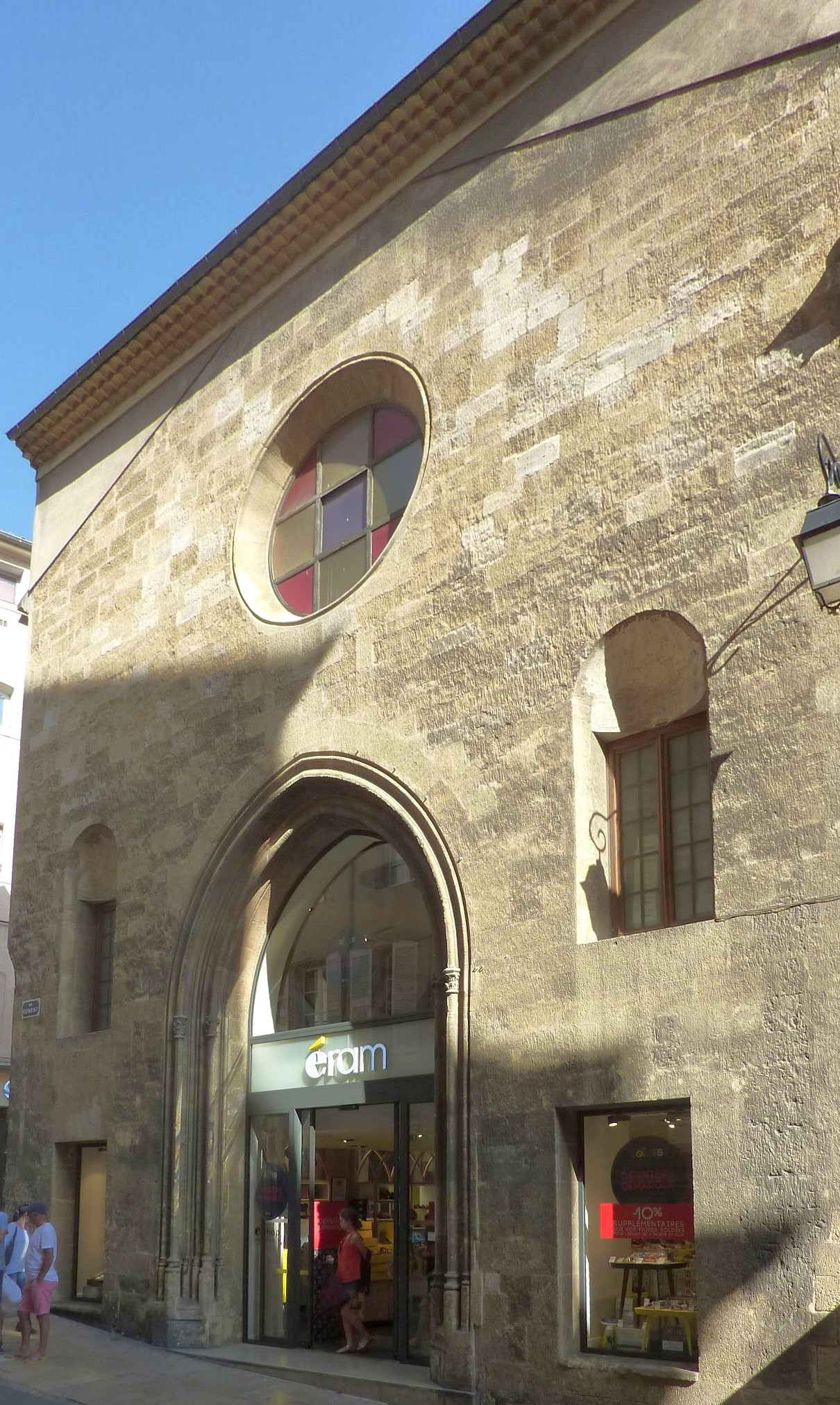
Portail de l'église Nord-Est (juillet 2017).
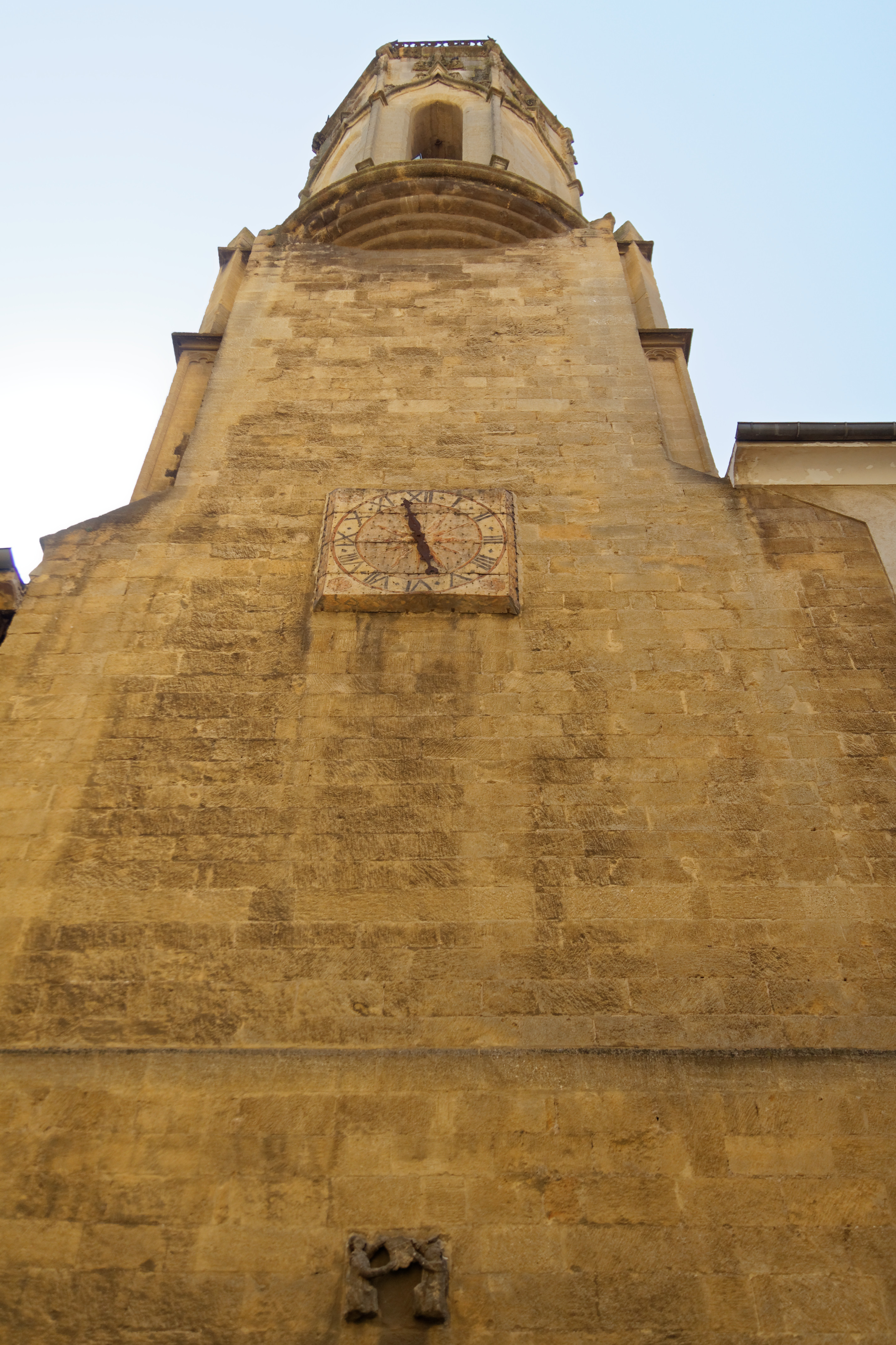
Tour vue de la rue Espariat (août 2018).
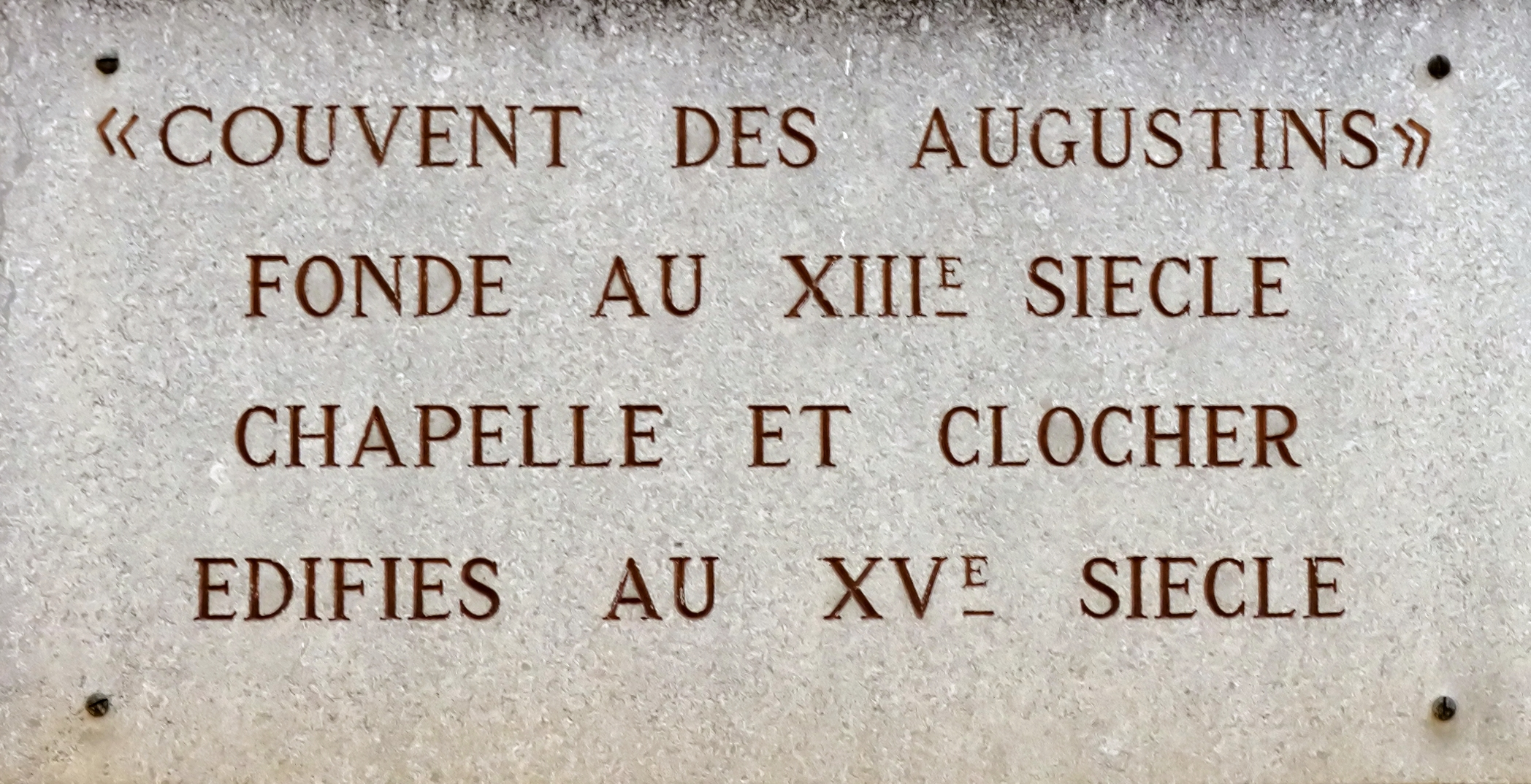
Plaque sur la tour du clocher (septembre 2014).
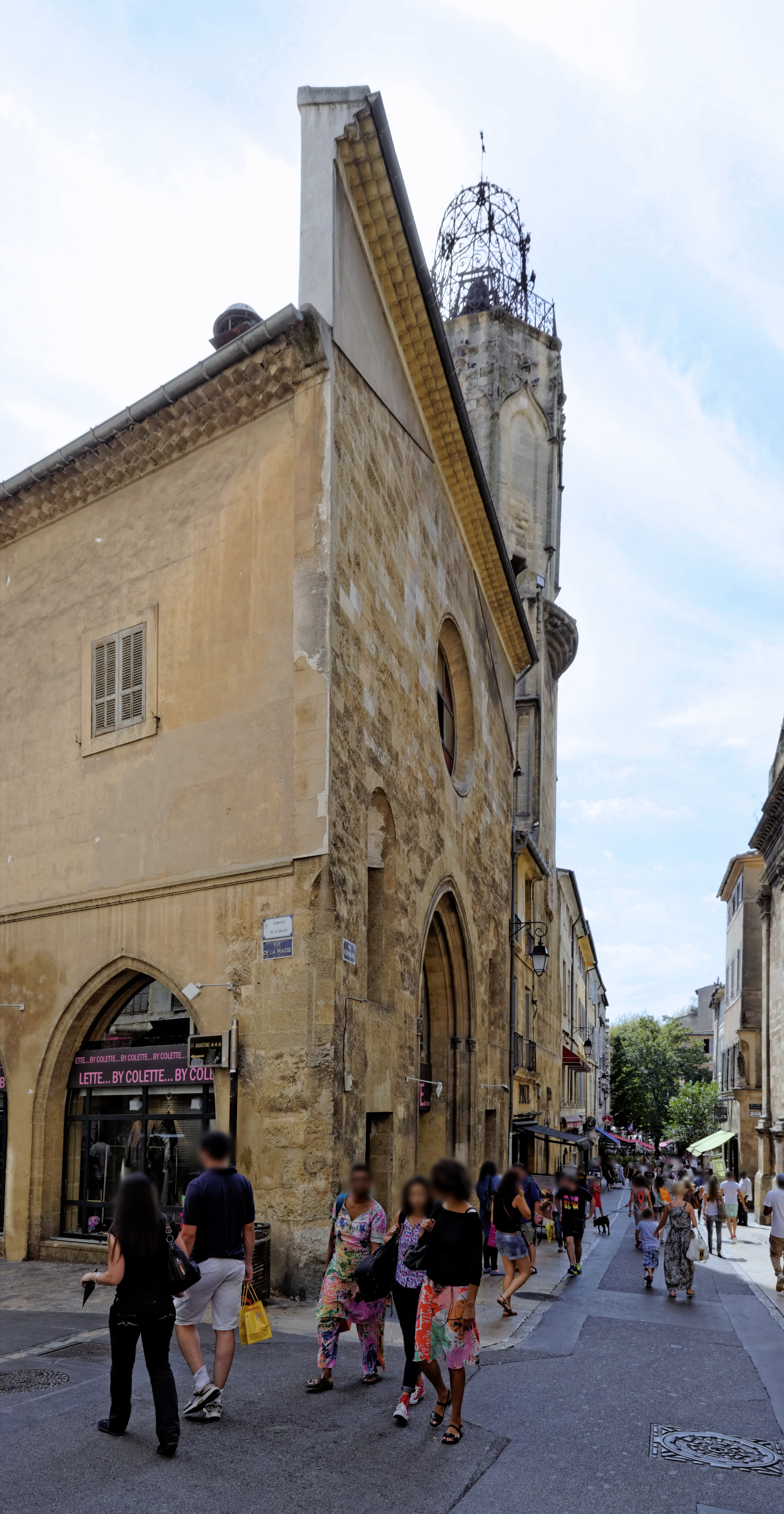
Vue vers l'Ouest au croisement de la rue Espariat et de la rue de la Masse (septembre 2014).
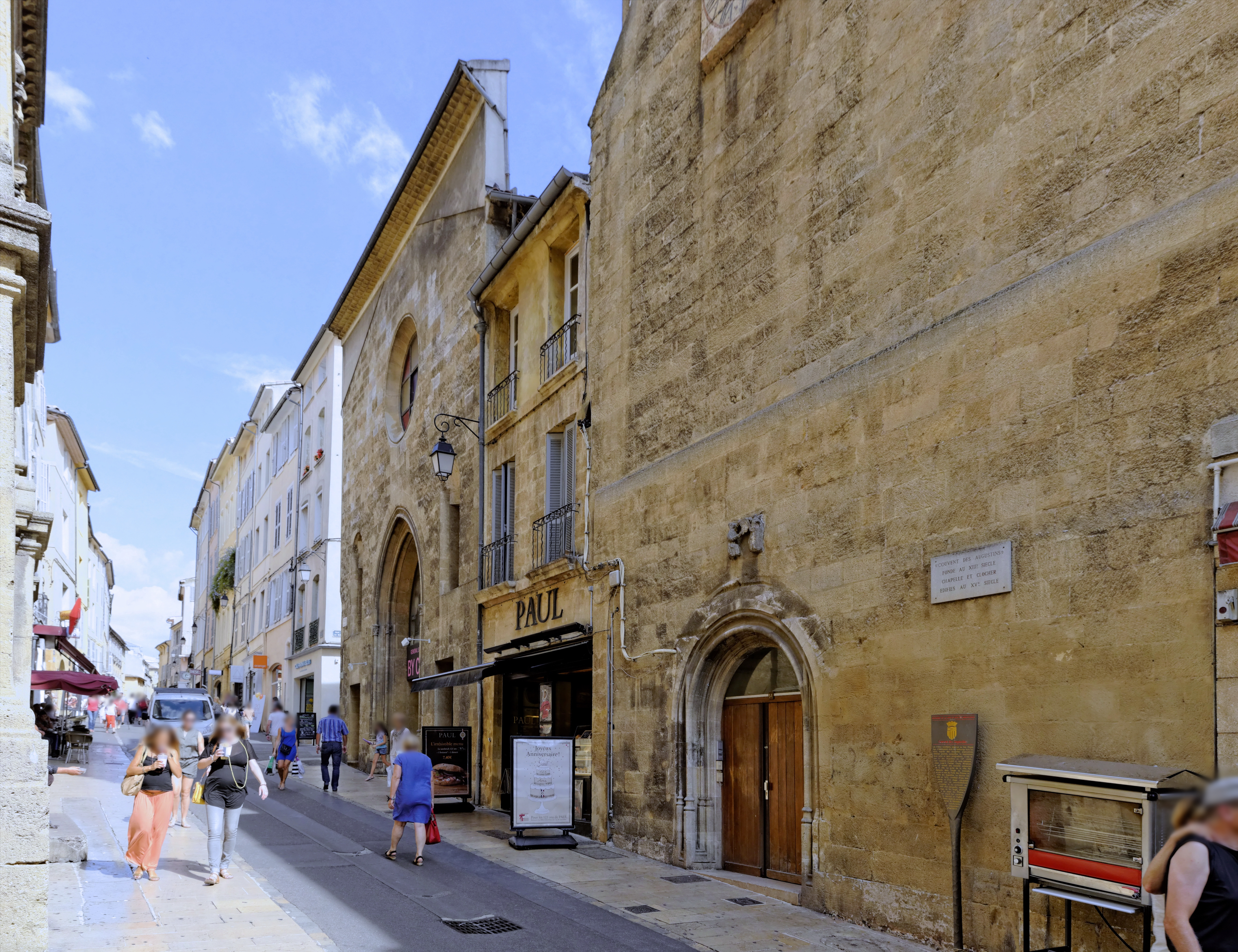
Vue vers l'est, de la rue Espariat (septembre 2014).
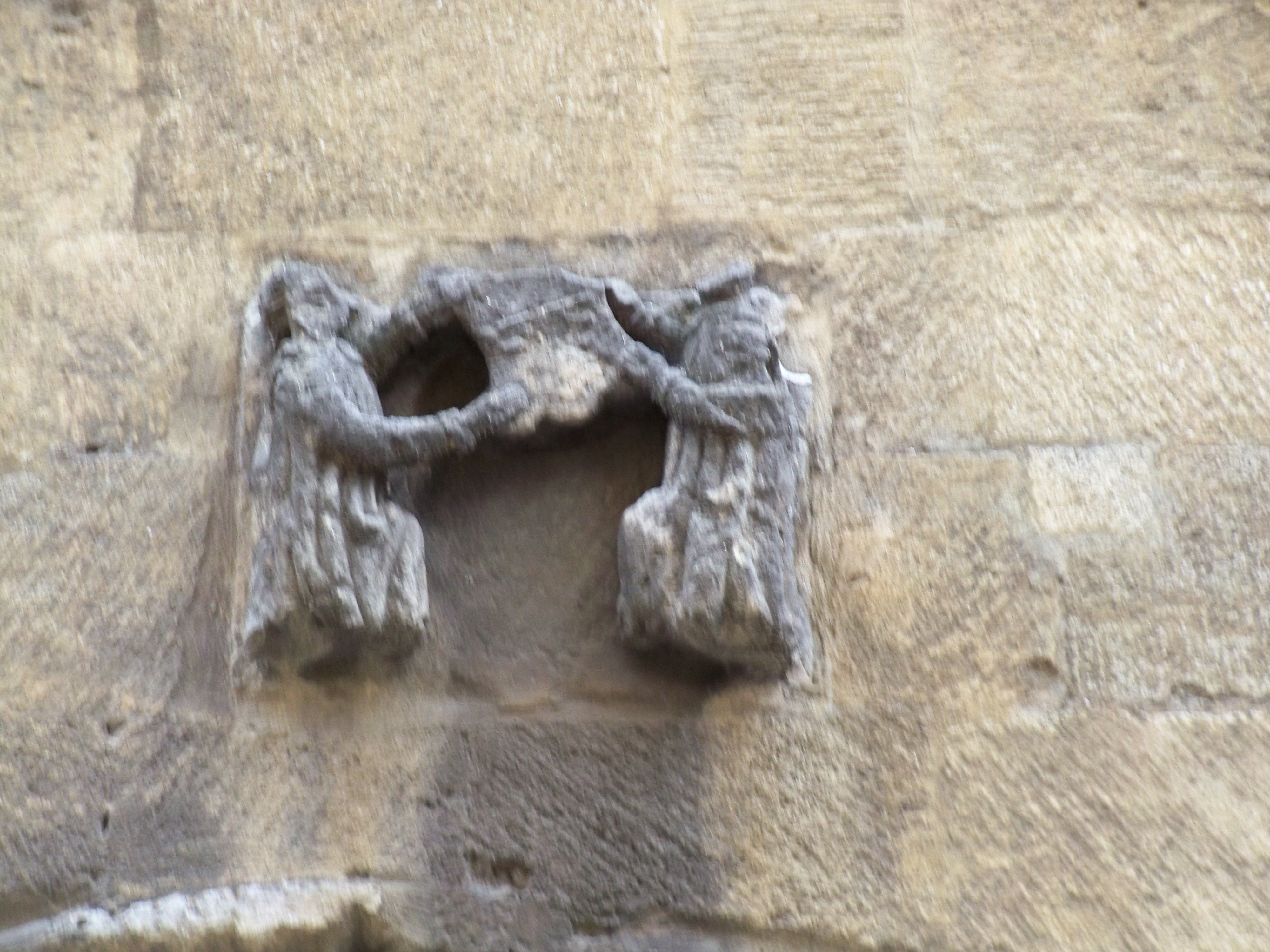
Détail au dessus du portail de la chapelle (octobre 2011).

### Intérieur

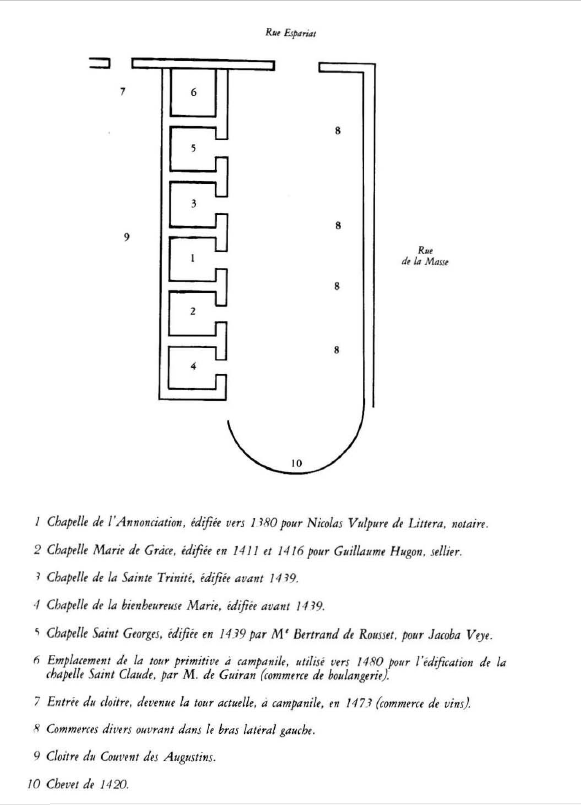
Plan et noms des chapelles de l'ancienne église des Augustins (à présent occupée par un magasin).
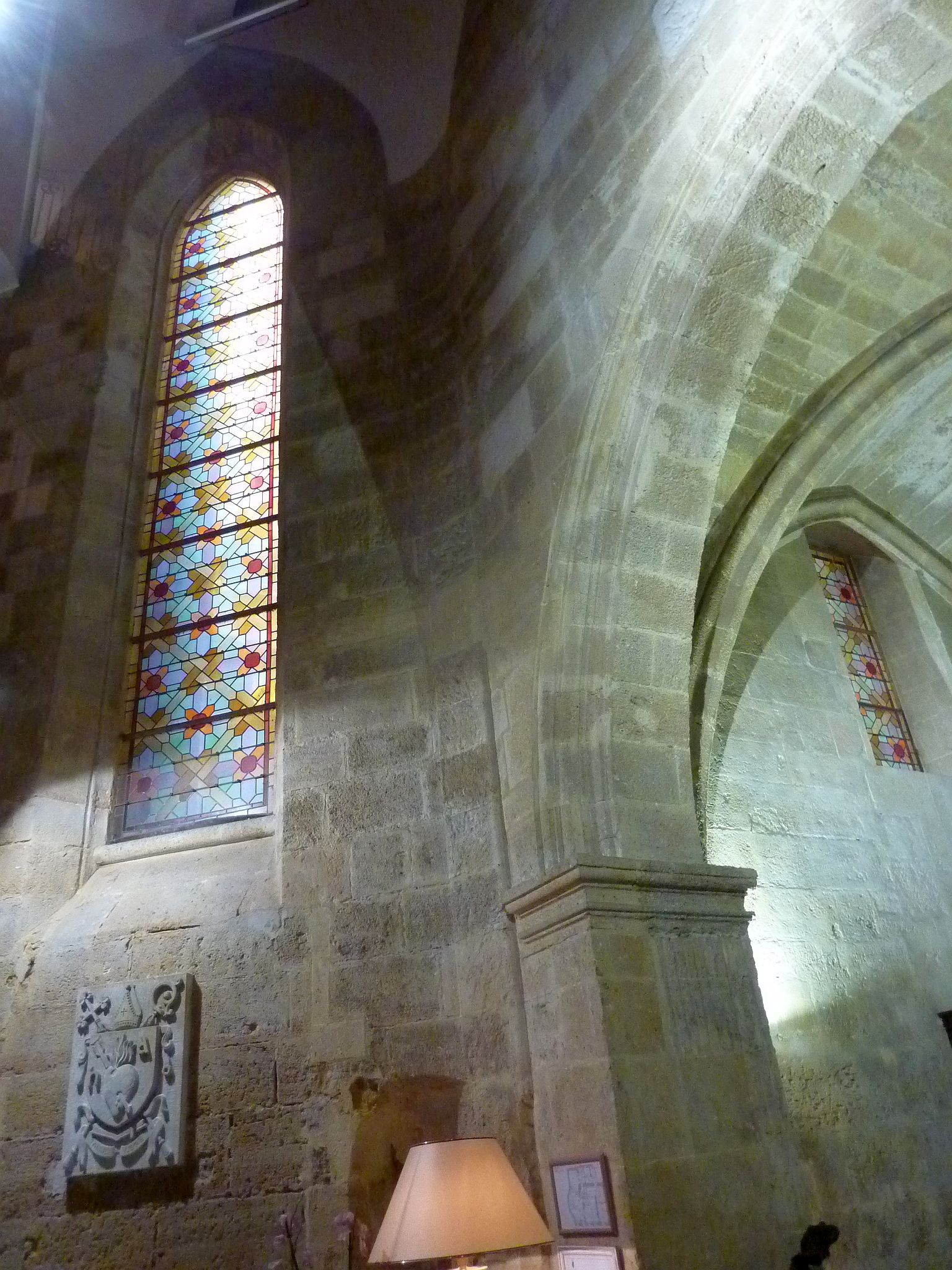
Détail de l'église du couvent, hôtel des Augustins, rue de la Masse.
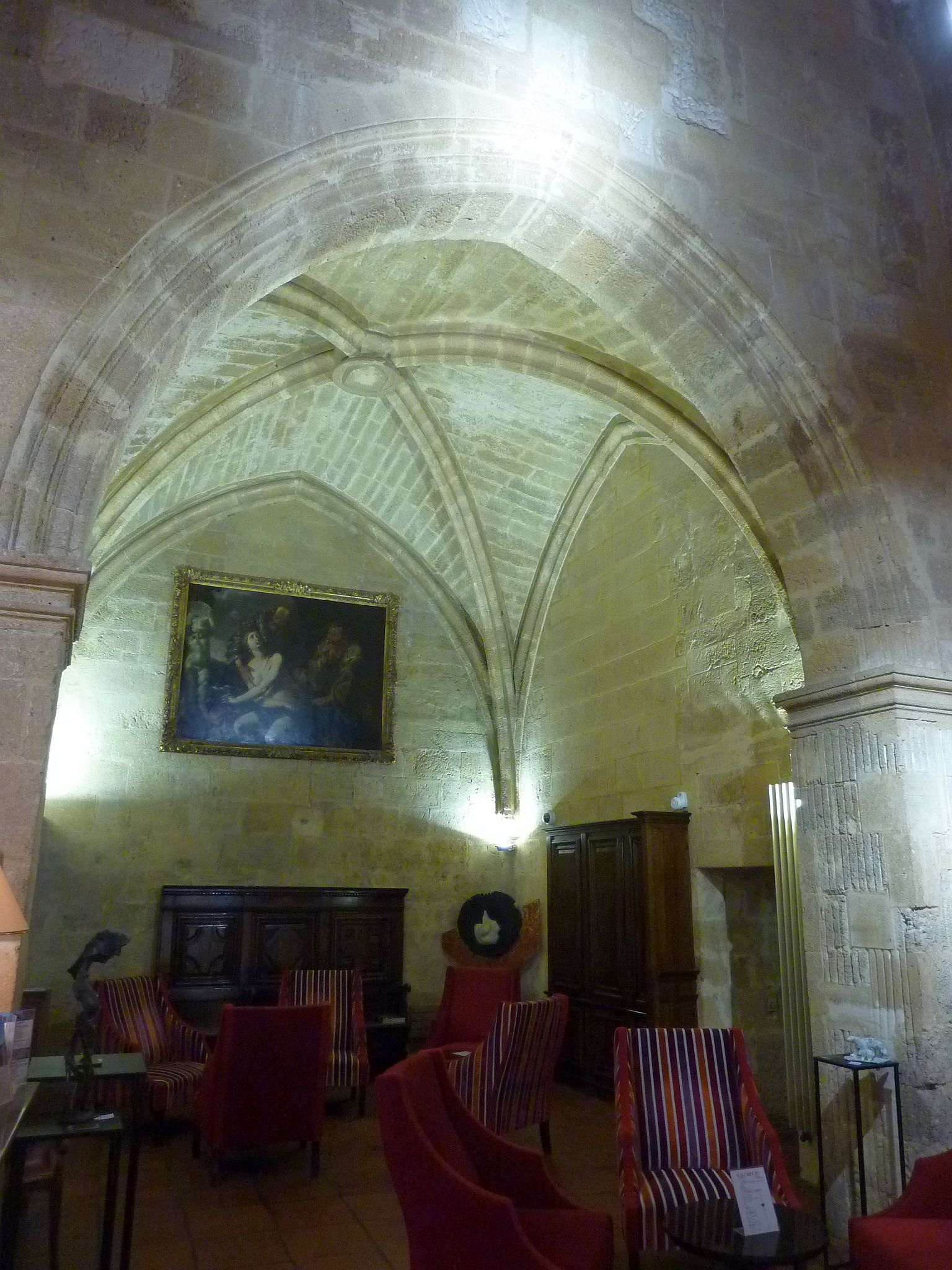
Accueil de l'hôtel des Augustins.
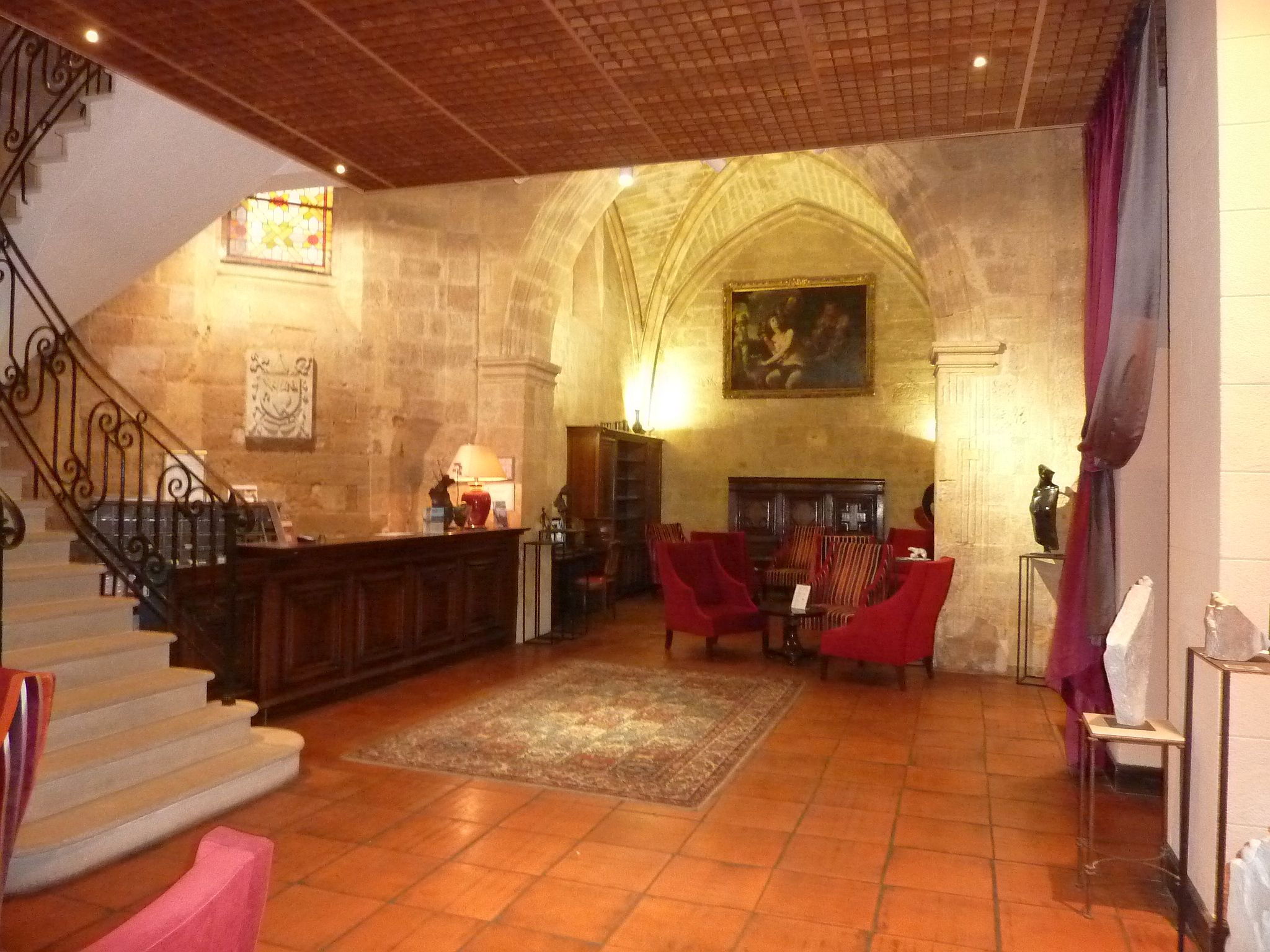
Accueil de l'hôtel des Augustins (juillet 2017).